# Death Defying Acts
Death Defying Acts is een Brits-Australische romantische dramafilm onder regie van Gillian Armstrong. Deze ging op 13 september 2007 in wereldpremière op het Toronto Film Festival. Het gedeelte over Harry Houdini die zich voor paranormaal uitgevende mensen ontmaskert als oplichters is waarheidsgetrouw, maar de rest van het verhaal is fictief.

## Verhaal
Mary McGarvie (Catherine Zeta-Jones) is een podiumartieste in Edinburgh die zich uitgeeft voor paranormaal medium. In werkelijkheid vergaren zij en haar dochter Benji (Saoirse Ronan) alle kennis die ze 'openbaart' door kleine diefstallen van en inbraken bij haar doelwitten, voorafgaand aan haar optredens.
Benji is een grote fan van boeienkoning Harry Houdini (Guy Pearce) en is daarom door het dolle heen wanneer ze leest dat deze met zijn rechterhand Sugarman (Timothy Spall) naar Edinburgh komt. Hij is hier met een missie. Enerzijds wil hij zich voor paranormaal begaafde mensen ontmaskeren als oplichters, maar anderzijds hoopt hij iemand te treffen die echt contact kan leggen met het hiernamaals. Houdini heeft namelijk zijn gehele leven van niemand zoveel gehouden als van zijn overleden moeder en wil dolgraag nog eens met haar in contact komen. Hij looft daarom een prijs van $10.000,- uit voor degene die bewijst in contact met haar te kunnen komen door hem te vertellen wat haar laatste woorden tegen hem waren, die alleen hijzelf weet.
De McGarvies hebben wel oren naar $10.000,- en melden zich daarom bij Houdini. Deze is vanaf het eerste moment onder de indruk van de mooie Mary en neemt haar en haar dochter in huis tot het moment dat zij daadwerkelijk gaat proberen hem de laatste woorden van zijn moeder te onthullen, in het bijzijn van wetenschappers om fraude uit te sluiten. Telkens wanneer Mary en Benji de kans krijgen, doorzoeken ze Houdini's woning op zoek naar een antwoord. In werkelijkheid sprak Houdini's moeder alleen nooit laatste woorden tegen hem, omdat hij afwezig was tijdens haar sterven vanwege een optreden.

## Verdere rolverdeling
- Malcolm Shields - Leith Romeo
- Leni Harper - Leith Romeo's echtgenote
- Ralph Riach - Mr. Robertson
- Anthony O'Donnell - De bibliothecaris
- Billy McColl - McTavish
- Melanie Harris - Rose
- Aileen O'Gorman - Effie